# Malcolm Elliott
Malcolm Elliott, né le 1er juillet 1961 à Sheffield, est un coureur cycliste anglais, devenu directeur sportif de l'équipe Motorpoint. Il est intégré en 2009 au British Cycling Hall of Fame.

## Biographie

### Carrière amateure
Malcolm Elliott rejoint le Rutland Cycling Club de Sheffield à 15 ans. En 1979, il est sélectionné en équipe de Grande-Bretagne aux championnats du monde junior en Argentine. L'année suivante, il effectue une partie de sa saison en France au sein de l'UV Aube, à Troyes, afin de gagner en expérience. Il est ensuite sélectionné en équipe nationale aux Jeux olympiques de Moscou où il prend la cinquième place de la poursuite par équipes avec Sean Yates et Tony Doyle.
Malcolm Elliott se révèle aux Jeux du Commonwealth de 1982 à Brisbane où il remporte la course en ligne et le contre-la-montre par équipes. En 1983, pour sa dernière année chez les amateurs, il enlève six étapes de la Milk Race.

### Carrière professionnelle
Elliott intègre les rangs professionnels en 1984 dans l'équipe Raleigh-Weinmann. Il signe plusieurs succès en Grande-Bretagne ainsi qu'au Herald Sun Tour. Il rejoint l'équipe ANC-Halfords en 1986, avec laquelle il participe à des courses sur le continent. Il se classe notamment troisième de l'Amstel Gold Race 1987. L'équipe est invitée au Tour de France 1987 et Elliott y finit 94e, avec une troisième place à Bordeaux. En 1988, il rejoint l'équipe Fagor-MBK, emmenée par Stephen Roche. Il enlève sa première étape au Tour d'Espagne 1988, puis deux autres en 1989 avec la formation espagnole Teka. Il remporte également le classement par points de cette édition.
Il poursuit sa carrière en Europe jusqu'en 1992, année où il est contrôlé positif à deux reprises à la nandrolone, un stéroïde anabolisant, à l'occasion du Tour d'Andalousie. Il perd ainsi le bénéfice de sa victoire sur la troisième étape de l'épreuve. Il s'engage ensuite avec l'équipe américaine Chevrolet-LA Sheriffs. Il y remporte le First Union Grand Prix, la Redlands Classic et une étape du Tour DuPont. En 1997, il rejoint Comptel Data Systems qui connaît des difficultés financières. Malcolm Elliott met fin à sa carrière à la fin de cette saison, à 36 ans.

### Retour à la compétition
Malcolm Elliott revient à la compétition en 2003, à 42 ans, avec l'équipe Pinarello-Assos. Il s'impose au Havant International GP et sur des étapes du FBD Insurance Rás. En 2006, chez Plowman Craven, il remporte le circuit national élite et au mois d'août devient champion du monde an catégorie masters.
Il court en 2007 chez Pinarello qui devient une équipe continentale en 2008. Cette équipe prend le nom de Candi TV-Marshalls Pasta RT. Il est alors le plus âgé des coureurs du peloton international.
Après une dernière saison chez Motorpoint-Marshall-Pasta en 2010 et une ultime participation au Tour de Grande-Bretagne, il décide de mettre un terme à sa carrière de coureur à l'âge de 49 ans pour devenir directeur sportif dans la même formation en 2011. Il met ainsi un terme à une carrière de plus de 30 ans.

## Palmarès
- Amateur
  - 1980-1982 : 16 victoires
- 1977
  - 2e du championnat de Grande-Bretagne sur route cadets
- 1980
  -  Champion de Grande-Bretagne de la montagne
- 1981
  - 2e du championnat de Grande-Bretagne de la montagne
- 1982
  -  Médaillé d'or de la course en ligne des Jeux du Commonwealth
  -  Médaillé d'or du contre-la-montre par équipes des Jeux du Commonwealth (avec Joseph Waugh, Bob Downs et Steve Lawrence)
  - Dijon-Auxonne-Dijon
  - Tour de la Haute-Marne
  - 2e du Tour des Cotswolds
  - 3e du Sealink International Grand Prix
- 1983
  - Premier Calendar (en)
  - Lincoln Grand Prix
  - Prologue, 4eb, 6ea, 7e, 9e et 10e étapes de la Milk Race
  - Tour of the Peaks
  - Prologue et 5eb  étape (contre-la-montre) du Sealink International Grand Prix
  - 3e de la Milk Race
  - 3e du Circuit des Ardennes
- 1984
  - 1re et 9e étapes de la Milk Race
  - 1re étape des Penn-Two days
  - Sealink International Grand Prix :
    - Classement général
    - 2e et 7e étapes

  - 2e étape de la Workshire Classic
  - 2e de la Workshire Classic
  - 3e du championnat de Grande-Bretagne sur route
- 1985
  - Prologue et 11e étapes de la Milk Race
  - Herald Sun Tour :
    - Classement général
    - 1re, 2e, 12e et 16e étapes

  - 1re et 7e étapes du Sealink International Grand Prix
- 1986
  - 3ea et 9e étapes de la Milk Race
  - 6e et 16e étapes de l'Herald Sun Tour
  - 2e de la Milk Race
  - 3e de l'Herald Sun Tour
- 1987
  - Milk Race :
    - Classement général
    - Prologue, 1re, 2e, 3e et 5e étapes

  - 3e étape du Herald Sun Tour
  - Tour du Lancashire :
    - Classement général
    - 2e étape

  - 1re, 4eb et 5e étapes du Tour d'Irlande
  - 3e de l'Amstel Gold Race
- 1988
  - 16e étape du Tour d'Espagne
  - 3e étape du Tour d'Aragon
  - Tour de Grande-Bretagne :
    - Classement général
    - Prologue et 1re étape

  - 13e étape du Herald Sun Tour
  - 2e du Tour d'Irlande
  - 2e du Tom Simpson Memorial Grand Prix
- 1989
  - Tour d'Espagne :
    -  Classement par points
    - 3eb et 11e étapes

  - Prologue, 1re et 5e étapes de la Semaine catalane
  - 3e et 5e étapes du Trophée Castille-et-León
  - 4e étape du Tour de Burgos
  - 2e étape du Tour de Galice
  - Prologue du Tour de Grande-Bretagne
  - 2e du Tour des Amériques
- 1990
  - 1re étape du Tour de Grande-Bretagne
  - 1re et 4ea étapes du Tour de Cantabrie
  - 1re étape du Tour du Pays basque
  - 1re et 3e étapes du Tour de Catalogne
  - 3e, 5e et 6e étapes du Tour de Floride et de Puerto Rico
  - Tour du Derbyshire :
    - Classement général
    - 1re étape

  - 2e du Tour de Floride et de Puerto Rico
- 1991
  - Trofeo Masferrer
  - Celtic Challenge :
    - Classement général
    - 1re et 2e étapes

  - 3ea et 6e étapes du Trophée Joaquim Agostinho
- 1992
  - 5e étape du Tour des vallées minières
  - 5e étape du Tour de l'Algarve
  - 2e du Trophée Castille-et-León
  - 3e de la Clásica de Sabiñánigo
- 1993
  -  Champion de Grande-Bretagne sur route
  - Athens Twilight Criterium
  - First Union Grand Prix
  - Redlands Bicycle Classic :
    - Classement général
    - 3e étape

  - 6e étape du Tour DuPont
  - 1re et 2e étape du Tour de Bisbee
  - 2e étape de la West Virginia Mountain Classic
  - Grand Prix d'Atlanta
  - 2e du Tom Simpson Memorial Grand Prix
  - 3e du Manx Trophy
  - 3e de la West Virginia Classic
- 1994
  - Redlands Bicycle Classic :
    - Classement général
    - Prologue

  - Tucson Bicycle Classic : 
    - Classement général
    - 1re, 2e et 3e étapes

  - 4e étape de la West Virginia Mountain Classic
  - 3e et 4e étapes de la Killington Stage Race
  - 6e étape de la Cascade Classic
  - First Union Grand Prix
  - Grand Prix d'Atlanta
  - 2e du championnat de Grande-Bretagne sur route
  - 3e du Boland Bank Tour
- 1995
  - 4e étape de la Redlands Bicycle Classic
  - 1re et 4e étapes de la Killington Stage Race
  - 4e étape du Tour de Toona
  - 1re étape du Tour DuPont
  - Manhattan Beach Grand Prix
  - 3e de la Redlands Bicycle Classic
- 1996
  - Killington Stage Race
  - Manhattan Beach Grand Prix
  - 2e de la CoreStates Classic
  - 3e de la Redlands Bicycle Classic
- 2003
  - Havant International Grand Prix
  - 3e du Lincoln Grand Prix
- 2004
  - Girvan Easter Three Day :
    - Classement général
    - 3e et 4e étapes

  - 5e et 8e étapes du FBD Insurance Rás
  - 2e de la Shay Elliott Memorial Race
  - 3e du Lincoln Grand Prix
- 2005
  - Beaumont Trophy
  - 4e étape du FBD Insurance Rás
  - 2e du FBD Insurance Rás
  - 3e du Lincoln Grand Prix
- 2006
  - 2e de la Shay Elliott Memorial Race
- 2007
  - Shay Elliott Memorial Race
  - Rutland-Melton Cicle Classic
- 2008
  - 3e de l'East Midlands International Cicle Classic
- 2010
  - 2e du Tour d'Ulster

### Résultats sur les grands tours

#### Tour de France
2 participations
- 1987 : 94e
- 1988 : 90e

#### Tour d'Italie
1 participation
- 1992 : 115e

#### Tour d'Espagne
5 participations
- 1988 : 76e, vainqueur de 16e étape
- 1989 : 90e,  vainqueur du classement par points, vainqueur des 3eb et 11e étapes
- 1990 : 116e
- 1991 : 51e
- 1992 : 115e

## Classements mondiaux
| Année           | 2005 | 2006 | 2007 | 2008 |
| --------------- | ---- | ---- | ---- | ---- |
| UCI Europe Tour | 262e |      | 420e | 341e |